# 684 v.Chr.
Het jaar 684 v.Chr. is een jaartal volgens de christelijke jaartelling.

## Gebeurtenissen

### China
- Hertog Wen van Jin valt de Chu (staat) binnen en neemt koning Ai van Cai gevangen.[1]

### Griekenland
- De Olympische Spelen worden uitgebreid van één naar drie dagen.

## Verwijzingen
1. ↑  The Grand Scribe's Records By Ssu-Ma Ch'ien, William H. Nienhauser, Qian Sima 2006,Indiana University Press ISBN 025334025X